# Музей Мусы Муртазина
Музей Мусы Муртазина — мемориальный музей посвящён жизни и деятельности легендарного героя башкирского народа, выдающегося военачальника гражданской войны, комбрига, кавалера двух орденов Боевого Красного Знамени и государственного деятеля-первого военного комиссара Башкирии, председателя БашЦИКа, работника Генштаба Красной Армии Мусы Лутовича Муртазина. Музей находится в деревне Кучуково Учалинского района Башкортостана.

## История и описание музея
Музей создан в 1991 году к 100‑летию со дня рождения М.Л.Муртазина. В 1993—2005 годах музей работал как филиал Национального музея Республики Башкортостан, в 2006 году приобрёл современный статус.
В 1990 году на месте, где стоял родительский дом Мусы Муртазина совхоз «Озёрный» построил деревянный дом для создания музея. В небольшом сельском музее собрали более 900 экспонатов, среди которых документы, фотографии, книги, личные вещи, письма героя. Дочь Мусы Муртазина Шаура сдала в музей два Ордена Красного Знамени, возвращённые семье после реабилитации комбрига. Эти экспонаты являются наиболее ценными в музее. Родственница комбрига, председатель Союза женщин Рашида Султанова подарила музею металлическую столовую ложку, которая принадлежала герою.
Сабля и золотые часы хранятся в музее Красной Армии в Москве. Экспозиции в музее представлены в хронологической последовательности, раскрывающей основные этапы жизни и деятельности.
Музей занимается сбором предметов нумизматики, предметов этнографии, оружия. Ведётся работа по изучению истории родного края, оформлен уголок, показывающий культуру и быт башкирского народа. Все собранные материалы представлены в экспозиционном показе. Со школьниками в музее проводятся уроки мужества, классные часы. Проводятся встречи ветеранов со школьниками.